# Jean Harlow
Cet article possède un paronyme, voir Jean Peters.
Jean Harlow, née Harlean Harlow Carpenter, le 3 mars 1911 à Kansas City (Missouri), et morte le 7 juin 1937 à Los Angeles (Californie), est une actrice américaine et un sex symbol des années 1930.
Découverte par Howard Hughes, Harlow fait sa première apparition marquante au cinéma dans Les Anges de l'enfer (1930), suivi par une série de films sans succès avant de signer, en 1932, un contrat avec la Metro-Goldwyn-Mayer. Elle devient très vite la star de la MGM, jouant dans des films comme La Belle de Saïgon (1932), Les Invités de huit heures (1933), Imprudente Jeunesse (1935) et Suzy (1936). Elle partage l'affiche avec des stars comme William Powell, Spencer Tracy et six films avec Clark Gable.
La popularité de Jean a rivalisé et surpassé celle d'autres stars de la MGM, comme Joan Crawford ou Norma Shearer, toutes les trois étant les actrices emblématiques de la période Pré-Code. Avec sa blondeur étudiée, qui lui vaut les surnoms de Blond Bombshell ou encore la Platinium Blonde, elle est devenue l'une des plus grandes stars du monde des années 1930.
Elle meurt durant le tournage de Saratoga (1937), à l'âge de 26 ans. L'American Film Institute la classe 22e plus grande actrice de tous les temps.

## Biographie

### Enfance

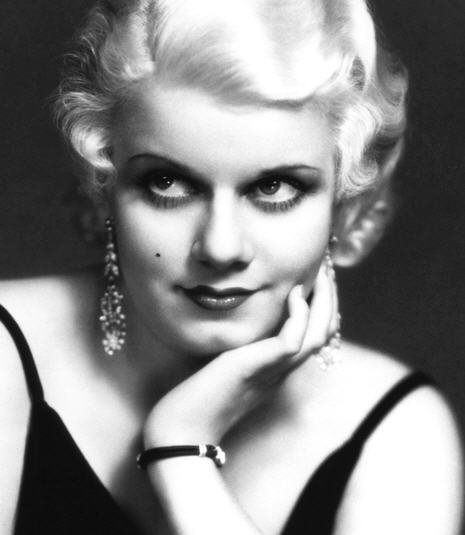
Jean Harlow en 1935.

Jean Harlow, de son vrai nom Harlean Carpenter, naît le 3 mars 1911 à Kansas City, dans le Missouri. Son père, Montclair Carpenter, est un chirurgien-dentiste réputé. Sa mère, Jean Poe née Harlow, est la fille d’un riche courtier en immobilier. Jean Poe Harlow, est une femme intelligente et volontaire. Très malheureuse en ménage, elle reporte toute son affection sur leur enfant unique. À huit ans, l'enfant est inscrite à l'école de jeunes filles de Miss Barstow. Elle y restera jusqu'au divorce de ses parents, à l'âge de neuf ans, et reverra très peu son père.
Sa mère part chercher du travail à Chicago. Harlean demeure auprès de ses grands-parents, qui prennent son éducation en main. La jeune fille, qui a désormais un beau-père, Marino Bello, un Sicilien proche de la mafia, un charmeur volage, continue son apprentissage à Kansas City, sous la férule de son grand-père. En 1926, sa mère est de retour et s'installe avec son nouveau mari. C'est maintenant Marino qui s'occupe de l'éducation de Harlean. Il lui apprend notamment à danser le tango et la valse. Mais elle quitte cette drôle de famille recomposée en septembre 1926 pour devenir pensionnaire à Lake Forest, dans l'Illinois. D'après Jean Harlow, le livre d'Irving Shulman, Harlean écrit à sa famille qu'elle n'y est pas heureuse, qu'elle veut rentrer à la maison et se plaint que son père ne lui a écrit qu'une seule fois sur une feuille arrachée à son carnet de rendez-vous.
Sa famille l'« étouffe ». Sa mère est en effet extrêmement religieuse, a une telle emprise sur elle qu'elle décide de se marier, à seize ans seulement, pour se libérer, avec Charles F. Mac Grew, « un jeune fils de banquier âgé de 21 ans, qu'elle rencontra dans un bal », sans prévenir personne. Trois mois plus tard, elle divorce de Charles et revient chez sa mère.

### Carrière cinématographique

#### Les débuts

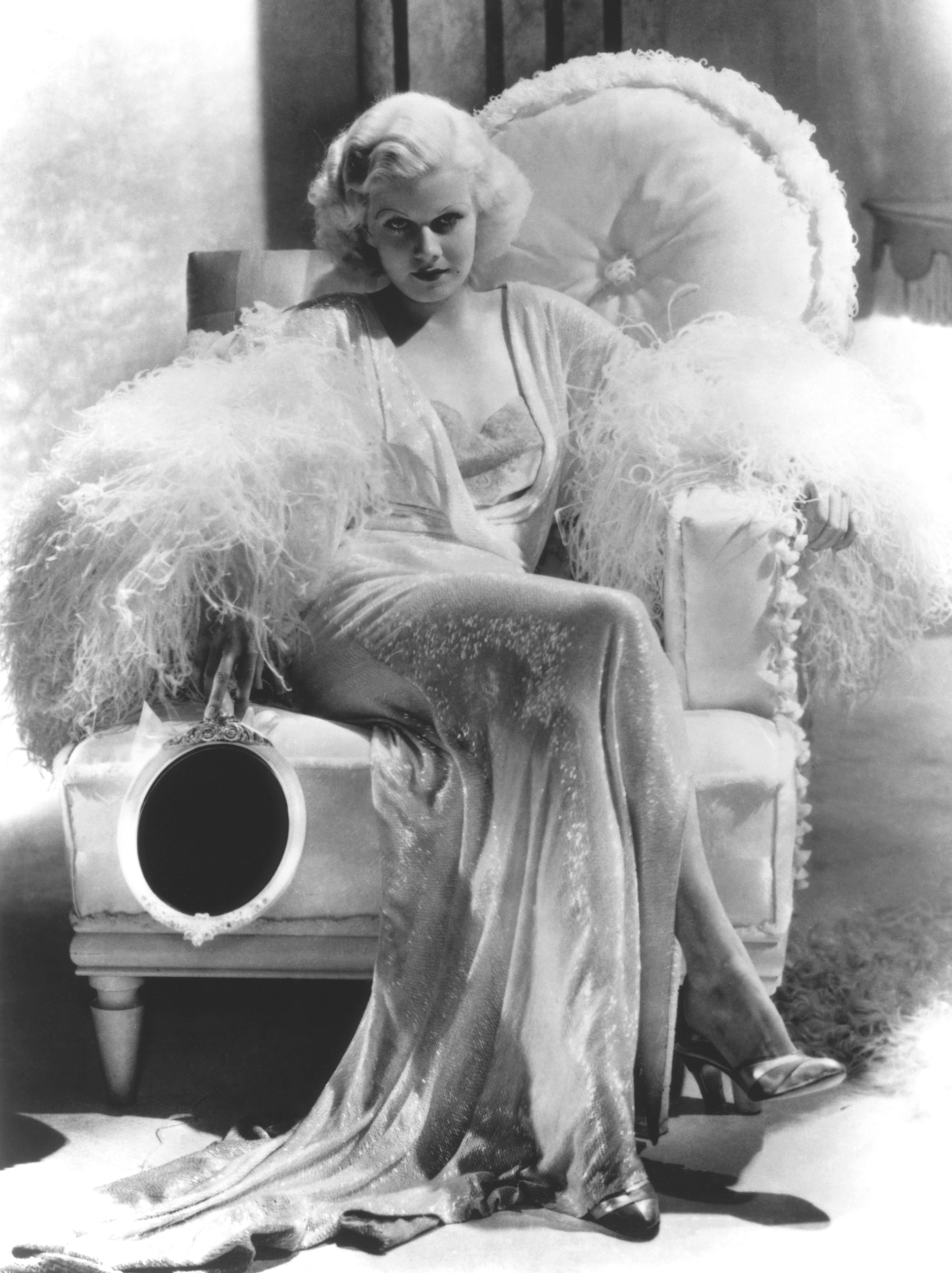
Photo promotionnelle de Jean Harlow pour Les Invités de huit heures.

Ayant interrompu ses études, rêvassant sans cesse en se promenant en ville, elle fréquente des restaurants et des cinémas. Elle n'a jamais pris de cours de comédie, mais elle sent qu'elle possède un certain sex-appeal : lorsqu'elle marche dans la rue, toutes les têtes se retournent. Elle songe à faire de la figuration. Harlean prend le nom de jeune fille de sa mère, Jean Harlow. Elle passe quelques auditions, et son physique hors du commun lui permet de trouver très rapidement des rôles. Elle joue pour des comédies de Christiy, de Hal Roach, puis dans Son voyage en Chine (Monan of the Marines), avec Richard Dix. Elle décroche aussi un petit rôle dans La Cadette (The Saturday Night Kid).
Elle fait quelques apparitions dans plusieurs films des Laurel et Hardy, dont Son Altesse Royale. Dans ce film, elle sort d'un taxi et Laurel coince sa robe dans la portière en la fermant ; Jean s'en va vêtue juste d'une combinaison noire. Ce sont Laurel et Hardy qui font découvrir Jean à un certain Arthur Landau, lequel cherchait une actrice pour Howard Hughes (qui en a besoin d'urgence pour son film à venir, car la voix de l'actrice principale ne convient pas). Landau discute avec le duo sur les voix des acteurs, et Laurel lui explique qu'il préfère les voix rauques comme « celle de la petite, là-bas par exemple. » Landau regarde dans la direction que Laurel lui indique et aperçoit Jean. Landau est fasciné par cette jeune fille de dix-neuf ans et lui fait passer un bout d'essai. Howard Hughes cherche une actrice pour remplacer Greta Nissen, une actrice du muet à l'accent norvégien trop prononcé, pour son prochain film, Les Anges de l'enfer. En effet, le cinéma parlant prend la place du cinéma muet et beaucoup d'actrices et d'acteurs tombent dans l'oubli du jour au lendemain, à cause de leur voix - soit qu'elle ne plaise pas aux réalisateurs, soit qu'elle ne convienne pas pour le rôle. Ainsi, beaucoup d'actrices inexpérimentées, comme Jean, tentent leur chance. Howard Hughes remarque Jean, avec ses cheveux blond platine, et lui offre un rôle important dans ce film de 1930, qui comportera une scène en couleur : ce sera, pour Jean Harlow, la seule séquence tournée en couleur de toute sa carrière.
Les critiques sur son jeu ne sont pas bonnes dans ce film d'aviation qui se déroule pendant la Première Guerre mondiale, mais on ne tarit pas d'éloges sur la plastique de la jeune actrice. Un chroniqueur du magazine Variety écrit :

« Le degré de talent manifesté par Jean Harlow n'a guère d'importance, les garçons ne manqueront pas de mener grand tapage à propos de cette fille qui est la créature la plus sensuelle apparue à l'écran depuis un certain temps. Elle jouera toujours le même rôle, mais il n'est personne qui, possédant ce qu'elle possède, soit jamais mort de faim ! »

Le film est un triomphe, Jean Harlow devient une star et la maîtresse de Hughes. Elle possède un contrat avec la maison de production Caddo, celle de Howard Hughes et reçoit 250 dollars par semaine de tournage. La première a lieu en juin 1930, au Grauman's Chinese Theatre. Jean, souriante, est cramponnée au bras de Hughes. Elle répond aux questions des journalistes avec humour :
Q : « Certaines critiques disent que vous n'êtes pas une véritable actrice. »
JH : « Quand on plaît au public, on n'a pas besoin d'être une actrice. »
Q : « Selon vous, pourquoi le public vous aime-t-il ? »
JH : « Les hommes m'aiment parce que je ne porte pas de soutien-gorge. Les femmes m'aiment parce que je n'ai pas l'air d'une fille qui leur volera leurs maris. Enfin, pas pour longtemps. »
Q : « En voleriez-vous un ? »
JH : « Ne croyez-vous pas que ce serait voler quelque chose dans un magasin d'occasion ? »
Q : « Miss Harlow, portez-vous un soutien-gorge aujourd'hui ? »
JH : « Voila une question de myope ! »

#### La bombe platine

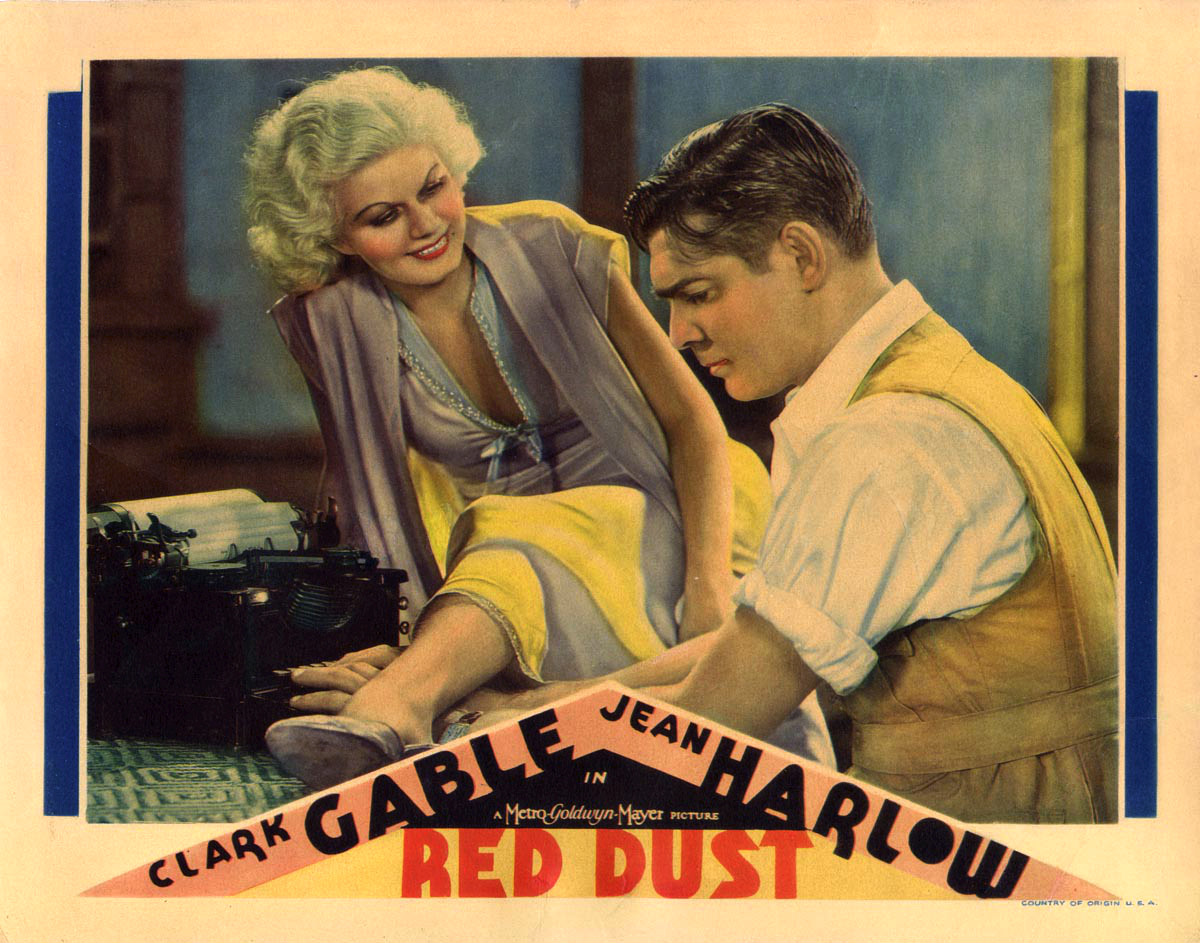
La Belle de Saïgon (1932).

Elle obtient son premier rôle à la MGM dans Tribunal secret, avec Wallace Beery et Clark Gable. Elle tourne ensuite L'Ennemi public, puis enchaîne avec L'Homme de fer (Iron Man, 1931) auprès de Lew Ayres. Les critiques sont, une fois de plus, mauvaises. Variety écrit : « On ne peut pas qualifier Jean Harlow de bonne comédienne. Elle se montre tristement suffisante, mais contribuera probablement au succès du film auprès du public masculin, grâce à la profondeur de ses décolletés et à la minceur de ses parures. » Le journal renchérit lors de la sortie de Tribunal secret :
« Miss Harlow devrait faire quelque chose en ce qui concerne sa voix… »
Cependant, Jean Harlow est très aimée du public ; les hommes sont amoureux d'elle quand ils la voient à l'écran, et les femmes copient son style. La Fox l'engage pour jouer dans Goldie, la Columbia pour Three Wise Girls et La Blonde platine. Elle devient une des actrices les mieux payées : entre 1 500 et 1 750 dollars par semaine, puis elle atteindra les 7 000 dollars par semaine, une fortune à l'époque.
Mais le désastre de sa vie privée contraste avec le triomphe de sa carrière. Elle cherche à s'éloigner de sa famille qui la harcèle. En réalité, Jean n'a jamais voulu être célèbre, c'est sa mère qui souhaitait entrer dans le monde du spectacle et obtiendra cela par l'intermédiaire de sa fille. De plus, les médecins annoncent à Jean qu'elle est stérile.

### Paul Bern

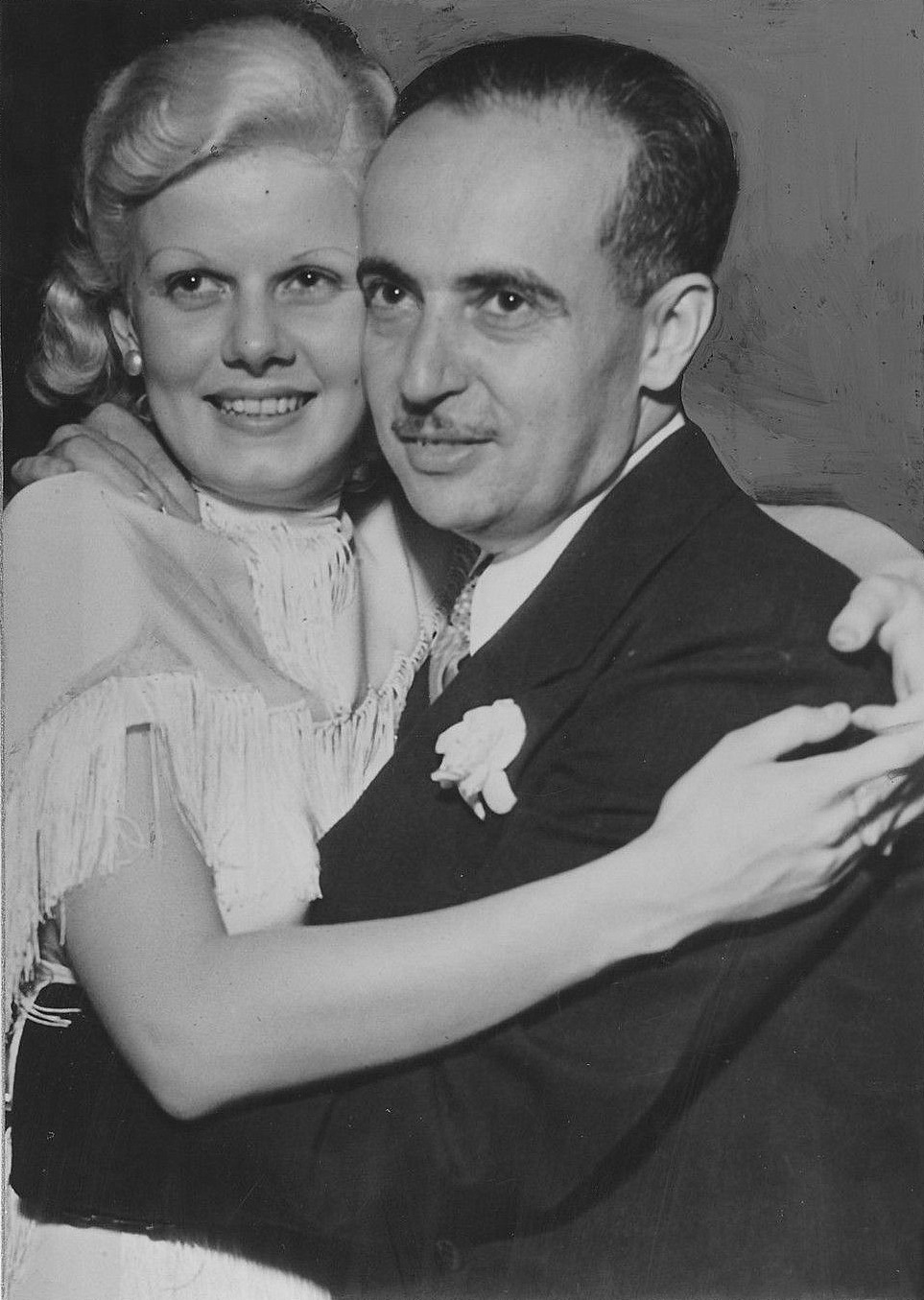
Jean Harlow et Paul Bern, durant leur mariage en juin 1932.

En 1931, elle fait la rencontre de Paul Bern (de vingt ans son aîné), le numéro trois de la MGM. Il avait la réputation d'être un homme gentil. En juin 1932, elle l'épouse. Le soir de leur nuit de noces, Jean, couverte de bleus, de morsures, en pleurs, se réfugie chez son impresario, Arthur Landau et sa femme Beatrice. Quelques semaines plus tard, un matin, dans leur maison de Easton Drive, à Benedict Canyon, on découvre Bern mort, couvert du parfum de son épouse. Il s'est suicidé d'une balle dans la tête, avec une courte lettre d'adieu dédiée à Jean : 
« Dearest Dear, unfortunately this is the only way to make good the frightful wrong I have done you and to wipe out my abject humiliation. I love you.
Paul
You understand that last night was only a comedy. »
(Très chère chérie, malheureusement c'est la seule façon de transformer en bien le mal affreux que je t'ai fait et effacer mon humiliation abjecte. Je t'aime. Paul. Tu comprends que la nuit dernière était seulement une comédie.)
On affirma aussi que Bern avait été assassiné par une maîtresse éconduite qui voulut se venger après leur rupture.
On comprit longtemps après la signification de ces mots. En réalité, Paul Bern était affublé d'un sexe d'enfant et était impuissant. Il pensait que seule Jean Harlow, la nouvelle icône du sexe, pouvait faire de lui un homme. Mais Jean n'avait connu qu'un seul homme avant lui et, innocemment, elle se mit à rire. Cette réaction enfantine mit Bern dans une rage folle et il se mit à frapper Jean Harlow, dans les reins notamment. Ces coups seront responsables de la maladie qui emportera Jean quelques années plus tard.
Dans le livre de Shulman, Jean Harlow, on découvre que les Landau avaient tout fait pour sauver le couple, Arthur discutant avec Paul pour découvrir son terrible secret, que seuls Jean, Arthur et sa femme connaissaient désormais. Bern confessa à Landau qu'il était vraiment désolé de ce qu'il avait fait à Jean, qui souhaitait le divorce. Arthur la poussa à reparler à Bern. Le 4 septembre, Jean et Paul rentrèrent à leur maison. Ils se disputèrent, mais, au moment du coucher, se réconcilièrent, se montrant tous deux amicaux. Après que Jean eut tapoté un oreiller pour Paul, celui-ci mit un faux phallus énorme autour de sa taille et commença à faire le pitre, « dansant, faisant la roue » et Jean se mit à rire. Ils s'endormirent finalement, « enlacés ». Le couple semblait avoir décidé de surmonter ce problème. Mais quelques heures plus tard, à l'aube, Paul se suicidait, nu dans la salle de bain. On peut penser que le mot « comédie » renvoie à la petite danse de Bern, avec le phallus artificiel…

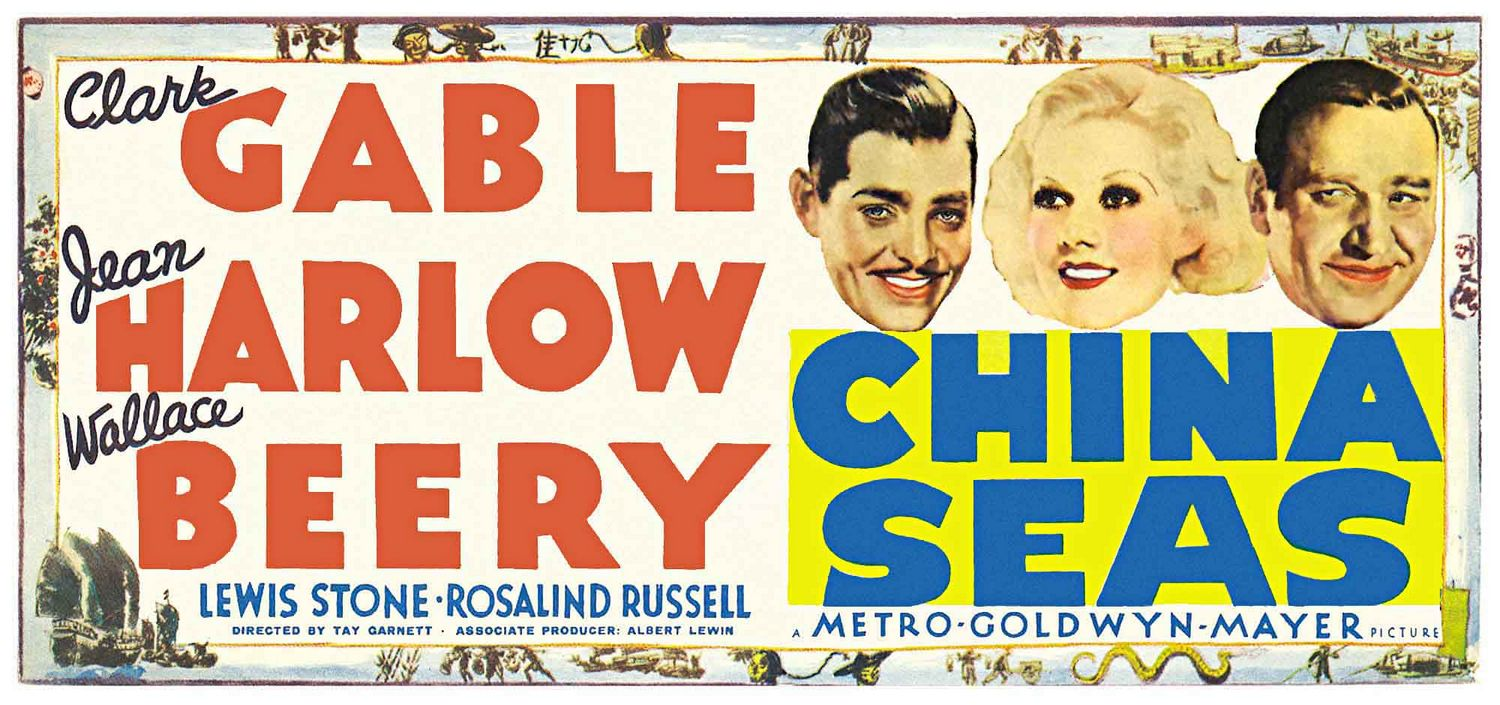

Ce suicide défraya la chronique, et Louis B. Mayer fit porter la responsabilité de cette tragédie à Jean. En 1935, quand elle jouera dans Imprudente Jeunesse (Reckless), Mayer fera réécrire le scénario de cette comédie musicale pour l'humilier : Jean y interprète en effet une actrice dont le mari venait de se suicider. C'était une façon de faire croire que si Paul Bern s'était suicidé, c'était en réalité moralement un meurtre. Lorsqu'elle sortit avec Bugsy Siegel, une des figures de la mafia new-yorkaise, Mayer estima qu'elle était véritablement une prostituée, « LA » bête noire des ligues de vertu. Cependant, Mayer pouvait aussi se montrer doux envers elle.
La police,  quant à elle, posa quelques questions à Jean. Une des déclarations qui lui furent ainsi attribuées fut si maladroite que l'actrice fut soumise à un interrogatoire qui dura des heures, les enquêteurs se refusant à croire que quelqu'un pût faire montre d'une telle candeur dans la vie réelle. Selon l'auteur de l'article, elle aurait dit : « Paul parlait souvent du suicide de manière générale, mais il ne m'a jamais laissé entendre qu'il envisageait lui-même un acte pareil. Je ne vois rien dans notre vie qui ait pu lui faire commettre cet acte. » Jean ne devait en aucun cas parler du réel motif du suicide de Bern, Mayer ne voulant pas que l'on sache « qu'un pédéraste avait été employé au studio. » Il demanda aux autres dirigeants de la MGM de se taire : « Quand vous parlerez aux journalistes ou à qui que ce soit, ne dites rien. Contentez-vous de pleurer. Vos familles aussi. De cette façon, vous ne direz pas d'imbécillités. »

### Actrice reconnue

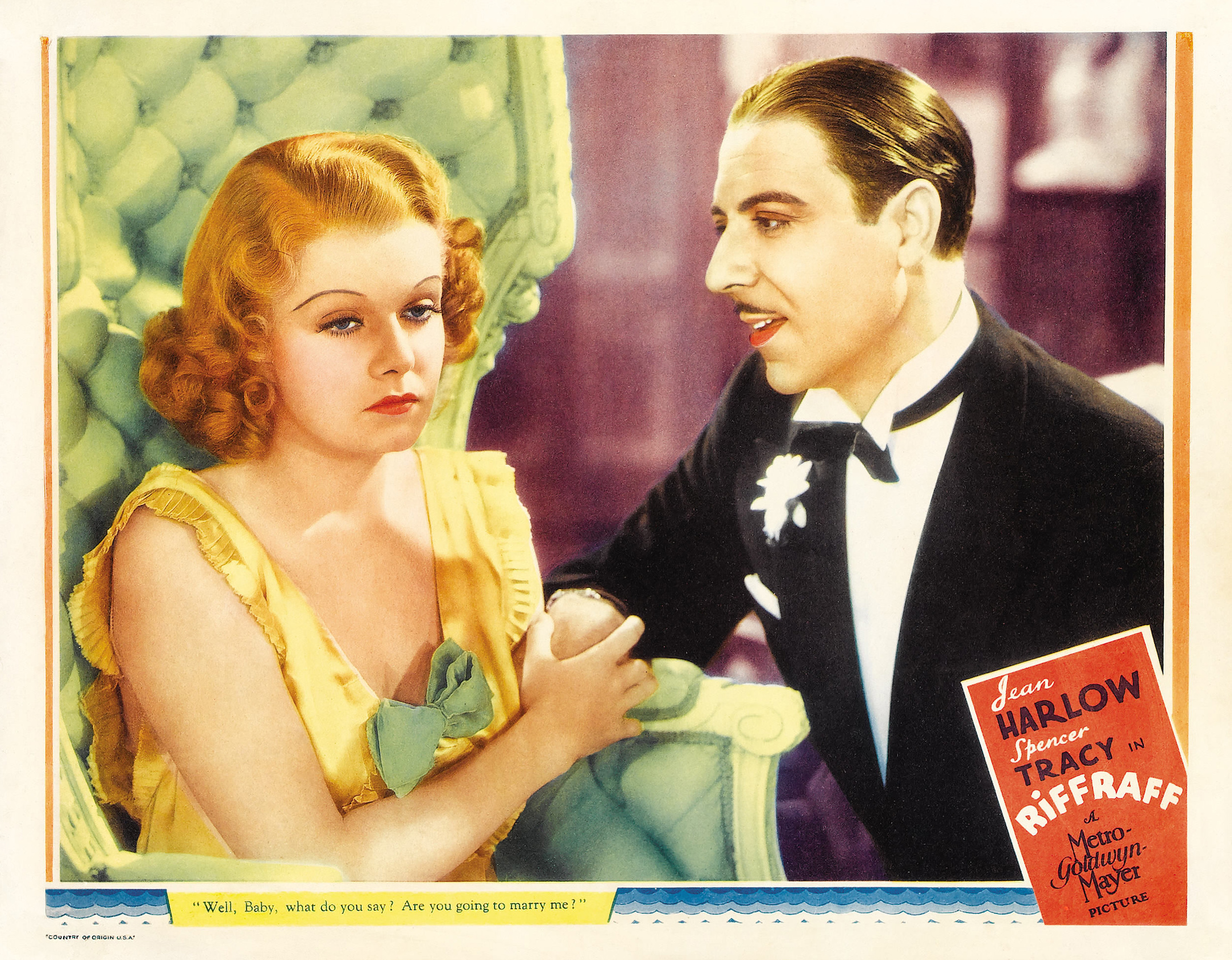
La Loi du plus fort (1936).

La Belle de Saïgon, une comédie, sort peu de temps après et le jeu de Harlow est pour la première fois complimenté. L'année suivante, elle tourne Dans tes bras avec Clark Gable. Là encore, on salue sa performance. Elle est au sommet de sa carrière. Durant le tournage de La Belle de Saïgon, elle a une liaison avec Clark Gable au château Marmont.George Cukor la dirige dans Les Invités de huit heures. Elle se montre heureuse de tourner dans ce film, d'autant plus qu'elle tombe amoureuse d'un caméraman, Harold Rosson. Quelques semaines après leur rencontre, ils se marient dans le plus grand secret. Seulement le bonheur est de courte durée : elle est opérée d'une appendicite aiguë et divorce une nouvelle fois. Elle tourne La Belle du Missouri. En 1935 elle joue dans Imprudente Jeunesse (Reckless), avec William Powell. Ils tombent amoureux, Powell aime son côté naturel et candide, Jean se sent rassurée avec cet homme grand et fort. Powell sentit tout de suite qu'elle recherchait un père ; ayant compris ce besoin, il donna un surnom à leur couple : « Baby et Popy ». Le film est un échec commercial.
En 1936, elle tourne deux films : Sa femme et sa secrétaire de Clarence Brown, avec Clark Gable, et Suzy avec Cary Grant. Ces deux films sont des échecs au box-office. Le public estime que Jean est employée dans des rôles qui ne lui conviennent pas.
Elle tourne ensuite dans Une fine mouche avec William Powell et ses deux amis Myrna Loy et Spencer Tracy, qui a beaucoup de succès. Dans ce film, on a fait teindre Jean en un blond moins clair. Ses rôles, toujours à mi-chemin entre le comique et le tragique, lui permettent d'exprimer les facettes de son talent. Jean devient en effet une comédienne reconnue, même si son physique est son plus grand atout. Tout semble sourire à Jean, qui a réussi à écarter de sa vie sa mère et son beau-père. Surtout, elle file le parfait amour avec William Powell durant le tournage, dans la chaleur de la Californie, attirant les tabloïds, alors que Spencer Tracy et Myrna Loy vivent discrètement une liaison en ville,,. Toutefois, certains critiques pensaient que William Powell et Myrna Loy, qui avaient obtenus de nombreux succès en tant que couple à l'écran, étaient réellement mariés. Ainsi, durant le tournage d'Une fine mouche, lorsque William Powell et Jean Harlow descendirent en compagnie de Myrna Loy à l'hôtel St. Francis, l'établissement refusa de leur donner une chambre commune car ils n'étaient pas encore mariés, mais accorda une suite à Loy et à Powell, croyant que ces derniers l'étaient. Des journalistes étaient persuadés que Jean Harlow était là pour accompagner son amie Myrna Loy, qui profita de cette publicité pour cacher ses escapades discrètes avec son amant Spencer Tracy,,. Par la suite, chacun eut une chambre individuelle,.

### Mort
Jean Harlow meurt en 1937 de ne pas s'être soignée. Le 4 janvier 1937, Jean est sur le point de terminer Valet de cœur. Elle tombe malade, contracte la grippe et doit rester au lit jusqu'à la fin du mois de mars. Peu après, les premiers symptômes de la maladie qui va l'emporter apparaissent. Elle refuse de se soigner malgré les conseils des médecins. Elle souffre horriblement, les médecins doivent lui arracher les dents infectées qui la font souffrir. Elle doit également se reposer pendant une longue période, mais doit commencer le tournage de ce qui sera son dernier film, Saratoga, avec Clark Gable.

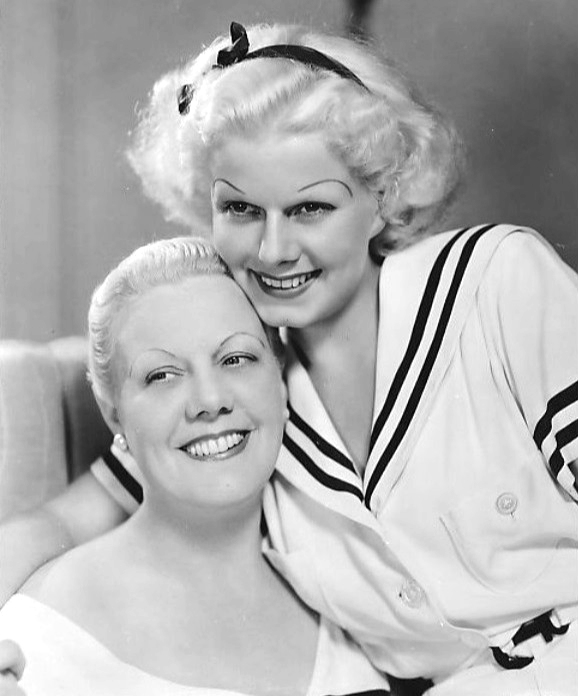
Jean Harlow et sa mère en 1934.

L'infection rénale dont elle souffre provoque des ravages de plus en plus importants sur sa santé. La douleur est telle qu'elle doit s'absenter du plateau toutes les dix minutes. Un soir, elle s'évanouit dans les bras de Clark Gable. Cette fois, elle accepte de se faire soigner par les médecins. Mais sa mère, qui depuis longtemps exerce une tutelle tyrannique, empreinte de fanatisme religieux, refuse de lui prodiguer les soins nécessaires. Selon elle, le recours aux médicaments est un véritable péché, seules de longues prières peuvent sauver Jean. Clark Gable tente de la voir, mais Mama Jean l'empêche d'entrer et lui explique qu'elle s'occupe d'elle grâce à la Christian Science (Science chrétienne, le mouvement religieux dont elle est adepte), qu'elle guérira et que Gable devrait se convertir à cette science. Ce dernier, inquiet, rapporte les dires à Landau, qui se rend compte de la gravité de la situation, et convainc Mama Jean de faire venir au moins un médecin, compromis qu'elle accepte tant qu'elle reste aux côtés de sa fille. Elle autorise même une piqûre par une des infirmières, destinée à soulager les souffrances de sa fille. Elle ne laisse entrer personne dans sa chambre pendant que les seules personnes s'occupant de Jean (Landau et le personnel médical) tentent de la convaincre de l'emmener à l'hôpital tout de suite, ces soins-là n'étant pas suffisants. Ses médecins ont même l'idée de montrer à la mère des pages de Science and Health en espérant lui faire entendre raison : « Il est préférable que les Christian Scientists abandonnent la chirurgie, la réparation des os brisés et les dislocations aux mains d'un chirurgien, le guérisseur spirituel se confinant à la restauration de l'esprit. »
Finalement, Arthur Landau et les médecins l'enlèvent de force pour la faire hospitaliser. Malheureusement, il est trop tard et le 7 juin 1937, à 11 h 37, Jean Harlow décède, malgré des soins de qualité, d'une crise d'urémie: « Jean subit deux transfusions mais, vers neuf heures du matin, médecins et infirmières constatèrent que sa respiration était oppressée et faible, le souffle ténu, qui sont les signes avant-coureurs de la fin. Des spasmes convulsifs indiquaient un œdème cérébral galopant. On fit à Jean une injection d'adrénaline par voie intraveineuse pour l'aider à respirer, mais elle ne sortait du coma que quelques instants chaque fois. Tentative désespérée pour sauver l'actrice, on fit venir une équipe de réanimation de la caserne des pompiers de Los Angeles. Sous la direction du capitaine Warren Blake, deux pompiers la placèrent sous une tente à oxygène et lui appliquèrent un masque sur le visage ». Le capitaine déclara : « Immédiatement, il nous est apparu qu'il n'existait pas d'espoir de la ressusciter. [...] Nous avons installé quatre bouteilles d'oxygène, reliées à un masque fixé sur son visage et nous avons commencé de lui insuffler de l'oxygène dans les poumons. Sa mère lui parlait et la secouait doucement pour essayer de la réveiller. Elle disait des paroles incohérentes. William Powell s'est avancé pour lui dire quelque chose mais il n'a pas pu. Il a craqué et a reculé. [...] Miss Harlow a été déclarée morte à 11 h 37. Nous avons continué les insufflations d'oxygène jusqu'à 11 h 40 »,.
Pour parvenir à boucler le tournage Saratoga, on fait appel à une doublure, filmée de dos. Ce fut Alice Faye - également blonde et nantie de formes opulentes - qui remplaça Jean Harlow.
Quand on annonça sa mort, William Powell eut un sanglot et quitta le hall. La mère de Jean fit une crise de nerfs et on lui administra des calmants. Les chauffeurs de Jean pleuraient, leur visage pressé contre le mur. Landau et un des médecins descendirent l'escalier et furent conduits dans un petit bureau par une infirmière qui, perdant son calme professionnel, joignit ses larmes aux leurs.
Ses obsèques resteront parmi les plus grandioses de l'histoire du cinéma. Sa dépouille fut placée dans un grand sarcophage drapé de velours noir. Elle n'avait que 26 ans. Sa mère dit : « Jamais elle n'a dit une méchanceté à propos de quelqu'un. Elle était toujours gaie, elle cherchait toujours à faire plaisir à chacun. » Son père assiste à l'enterrement. La mère de Jean ne se sentira jamais responsable de la mort de sa fille et inaugurera un musée sur elle. William Powell regrettera de ne pas l'avoir épousée, de ne pas l'avoir délivrée vraiment de l'emprise ultra religieuse de sa mère. Clark Gable fut trop accablé par le chagrin pour faire des commentaires.
Dans le New York Herald Tribune, Marguerite Tazeleaar écrira : « Le dernier film de Jean Harlow, dont la diffusion a débuté hier au Capitol, m'a laissé une impression de profonde tristesse. En partie parce que je garde le souvenir de cette actrice jeune et douée qui est morte prématurément, mais aussi parce que dans ce film on pressent sa fin prochaine. D'un bout à l'autre, elle apparaît malade et tente avec courage d'apporter dans son jeu un peu de vigueur et de sentiment. Saratoga constitue en quelque sorte l'adieu d'une jolie jeune femme et d'une actrice douée. Jean Harlow domine ce film, qui est à l'image de son drame intérieur. »
La mort de Jean suscita beaucoup de rumeurs : Jean serait morte à cause d'un régime trop draconien, ou d'un mélange d'alcool et de stupéfiants, ou d'un cancer provoqué par le liquide, la cire et le rembourrage sous-épidermique qu'elle aurait utilisé pour avoir une grosse poitrine, d'autres parlèrent de la syphilis, ou encore que ce sont les teintures pour cheveux qui auraient empoisonné son cerveau.
Elle repose au cimetière de Forest Lawn à Hollywood et elle possède son étoile sur le Walk of Fame, au numéro 6912 sur Hollywood Boulevard.

## Le mythe
Jean Harlow a surtout marqué l'histoire pour avoir été la première à arborer une coiffure blond platine au cinéma. Blond naturel ou blond décoloré, les avis divergent :
« Chaque dimanche, la jeune star se rendait chez son coiffeur pour imprégner ses cheveux d’une mixture composée d’eau de javel, de savon et d’ammoniaque. Un cocktail létal pour sa chevelure. Au bout de quelques années de ce traitement de cheval, Jean commença à perdre ses cheveux, devant souvent s’affubler d’une perruque. »
Pour d'autres, ses cheveux d'un blond presque blanc (un caractère qui semblait lié à la blancheur exceptionnelle de sa peau, très sensible aux brûlures du soleil) auraient été absolument naturels et devaient la faire remarquer d'Arthur Landau, le célèbre impresario qui la lança et l'accompagna durant sa courte carrière de star. Mais une photo d'elle à ses débuts prouve qu'elle était d'un blond moyen courant.
Elle doit également son style légendaire au maquilleur Max Factor, Sr. qui lui imagine un maquillage sombre et graphique, idéal pour le noir et blanc. Mais elle doit également son succès à son jeu très sensuel qui lui vaut son surnom de « bombe platine ».
À l’époque, l’emploi d’une actrice blonde pour jouer des rôles à connotation sensuelle constitue une rupture radicale avec les habitudes des studios, qui confiaient généralement aux brunes le soin de jouer les « bombes sexuelles » à l’écran. Jean Harlow a été la première actrice blonde à jouer les « femmes fatales ». C’est à partir des personnages qu'elle incarne durant sa courte carrière que naît le mythe érotique moderne — le culte — de la « blonde » dont Marilyn Monroe deviendra l'archétype. Marilyn ne deviendra blond clair qu'en 1946, c'est ce nouveau style qui l'aidera à percer ; elle devint blond platine en 1960 lors du film Le Milliardaire. La brune Lana Turner adoptera ce blond en 1938 pour un rôle dans un film avec Clark Gable, film qu'elle ne tournera finalement pas. Ginger Rogers, Carole Lombard, Jayne Mansfield adopteront le blond platine.
Jean Harlow suscite également la mode des cheveux blond platine chez les jeunes américaines, qui décolorent leurs cheveux avec du peroxyde vendu dans les pharmacies. C'est surtout la première fois que le cinéma est à l'origine d'une mode chez les jeunes spectatrices.
En 1965, Carroll Baker joue le rôle de Jean Harlow dans Harlow, avec Raf Vallone dans le rôle du beau-père de Jean et Peter Lawford en Paul Bern. Dans le second film sorti la même année, Carol Lynley incarne Jean, Ginger Rogers la mère de Jean et Audrey Totter Marilyn Monroe.
Sa notoriété rapide et spectaculaire lui vaut d'être la première actrice de cinéma à faire la couverture du magazine Life en mai 1937, un mois avant sa disparition.
Le Time écrivit : « Elle fut la première incarnation américaine du sex appeal. »
Louis B. Mayer a dit : « Elle était la fille la plus belle et la plus gentille que j'ai connue. » et l’American Film Institute classe Jean Harlow à la 22e place des « légendes hollywoodiennes du XXe siècle. »
Jean Harlow est mentionnée dans Vogue, célèbre chanson de Madonna en 1990, dans la première phrase du tube discographique de Kim Carnes Bette Davis Eyes (1981) et dans la chanson de David McNeil Hollywood, reprise par Yves Montand.
Une pièce, intitulée Jean Harlow, confessions d'un ange blond lui est consacrée au festival off d'Avignon 2023 (Théâtre Albatros).

## Anecdotes

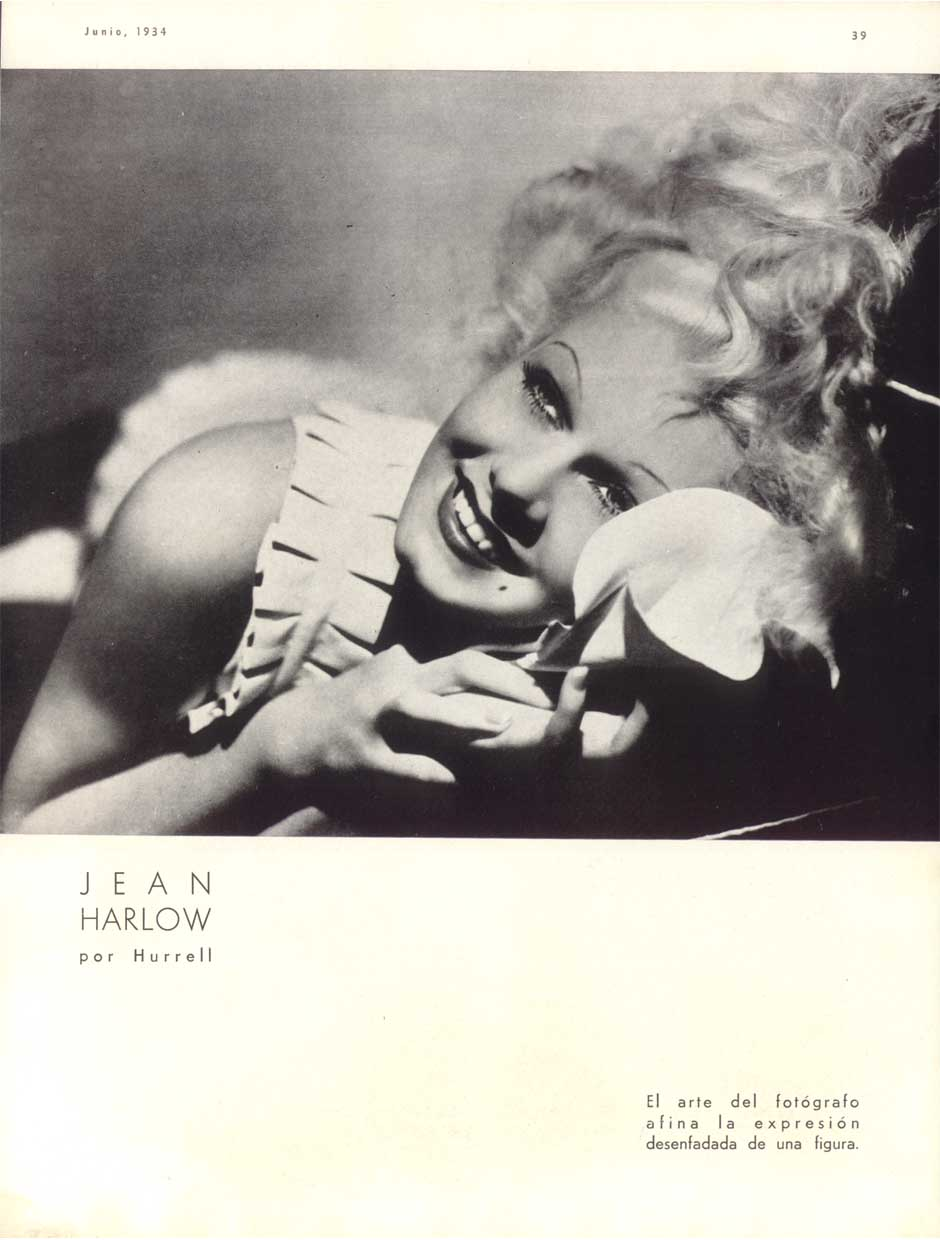
Jean Harlow en 1934.

Jean Harlow fut la maîtresse de Bugsy Siegel, un gangster américain et l'inventeur supposé du jeu à Las Vegas, et fut la marraine de la fille de Siegel prénommée Millicent. Elle fut aussi l'amante d'un autre malfrat, Abner Zwillman, qui lui permit de tourner des films avec la Columbia, en échange du remboursement d'un prêt accordé par Zwillman à Harry Cohn, le patron du studio à l'époque. Jean Harlow fut aussi la maîtresse du flambeur Titanic Thompson.
Dans le film Aviator de Martin Scorsese (2004) consacré à Howard Hughes, la chanteuse Gwen Stefani interprète le rôle de Jean Harlow.
Bien que Marilyn fût en réalité châtain, dans la petite enfance elle avait des cheveux platine, comme son idole. Marilyn déclara en 1960, lors d'une interview par George Belmont qu'elle avait les cheveux blond platine, alors on l'appelait « Tête d'étoupe » et qu'elle avait horreur de ça, qu'elle rêvait d'avoir des cheveux blond doré... jusqu'au jour où elle vit Jean, avec des cheveux blond platine comme les siens. Jean Harlow n'aimait pas la couleur de ses cheveux, elle aurait dit un jour qu'elle aurait donné n'importe quoi pour être brune ou rousse.
Clark Gable fut leur dernier partenaire, dans Les Désaxés en 1961 pour Monroe, dans Saratoga en 1936 pour Jean).
Jean Harlow et Marily Monroe utilisèrent toutes les deux le nom de leur mère comme nom de scène. Jean Harlow étant le prénom et le nom de sa mère. Monroe le nom de jeune fille de sa mère, Gladys. Elles furent toutes les deux élevées dans la Science chrétienne.
Comme Jean Harlow, et bien qu'elle soit célèbre, Marilyn fit la grève pour obtenir une révision financière de ses contrats avec les studios.
Elles tournèrent toutes les deux avec Cary Grant et William Powell et furent dirigées par George Cukor.
Marilyn posa en décembre 1958 pour Richard Avedon dans la peau de différentes actrices dont Jean... En 1962, Marilyn devait l'interpréter et rencontrer la mère de Jean (ce qui ne se fera jamais à cause du décès de Marilyn). Marilyn avait dit, au sujet de ce film biographique, qu'elle espérait qu'une fois qu'elle serait partie, on ne lui ferait pas la même chose.

## Filmographie

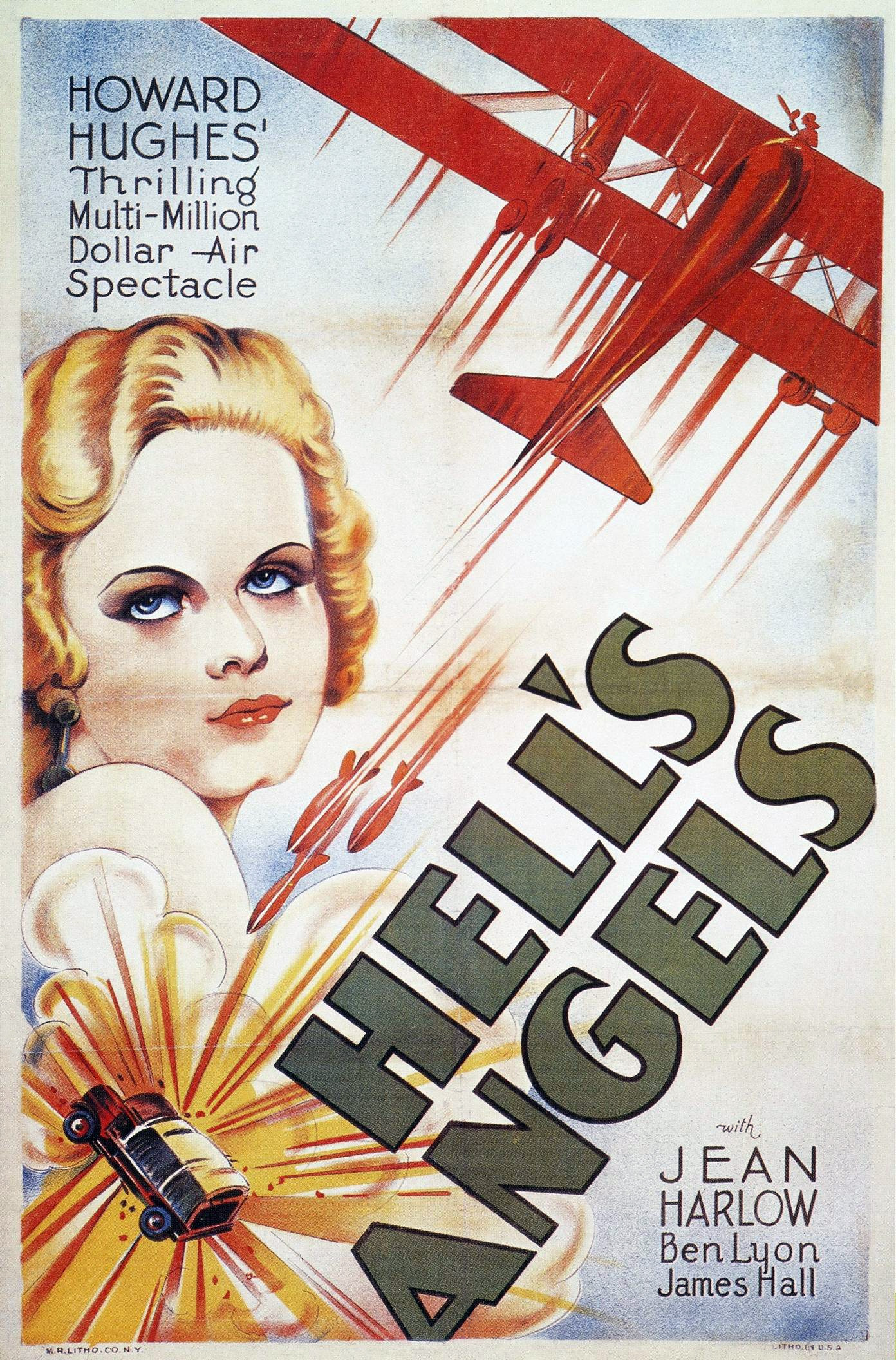
Les Anges de l'enfer (1930).

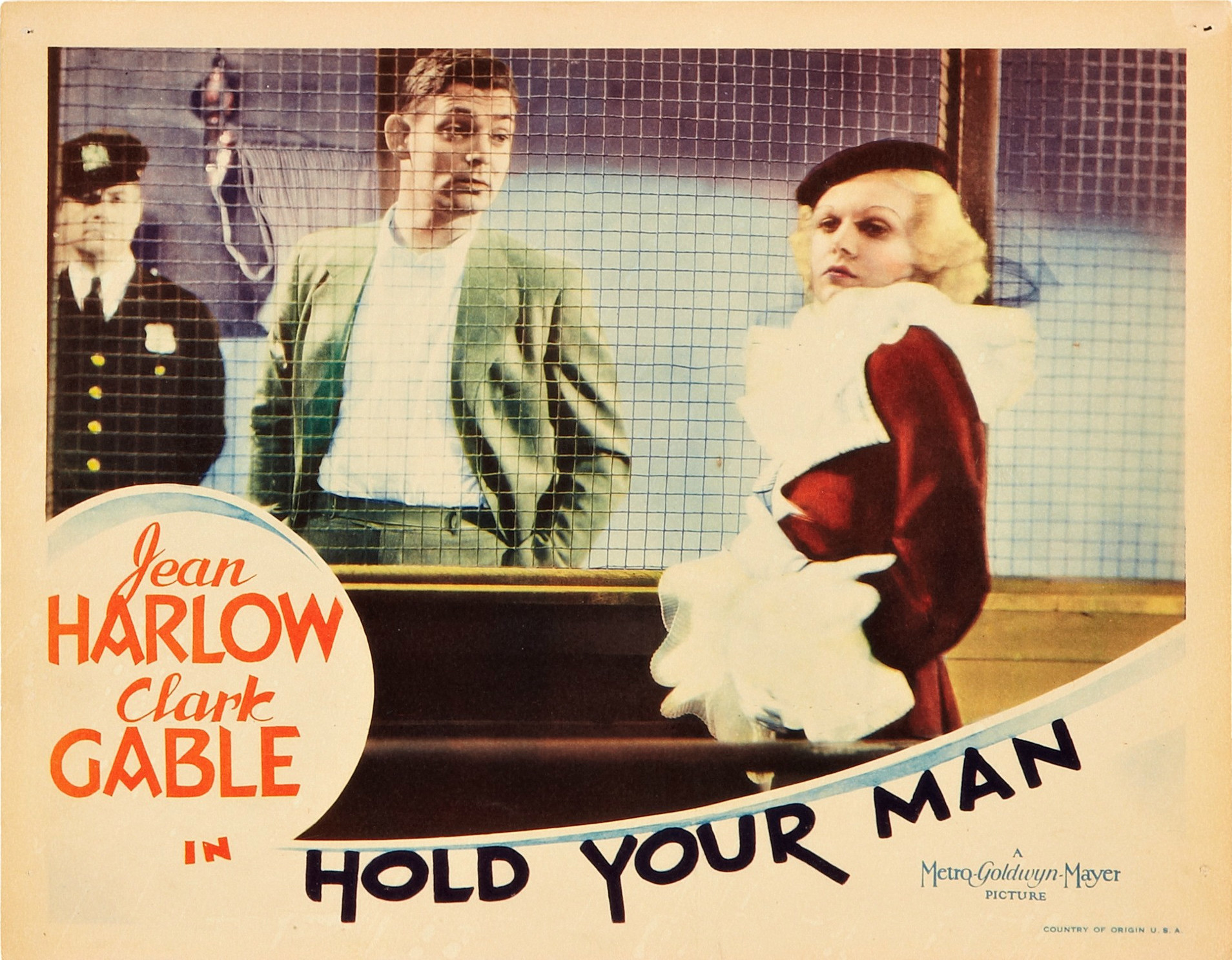
Clark Gable et Jean Harlow Dans tes bras (1933).

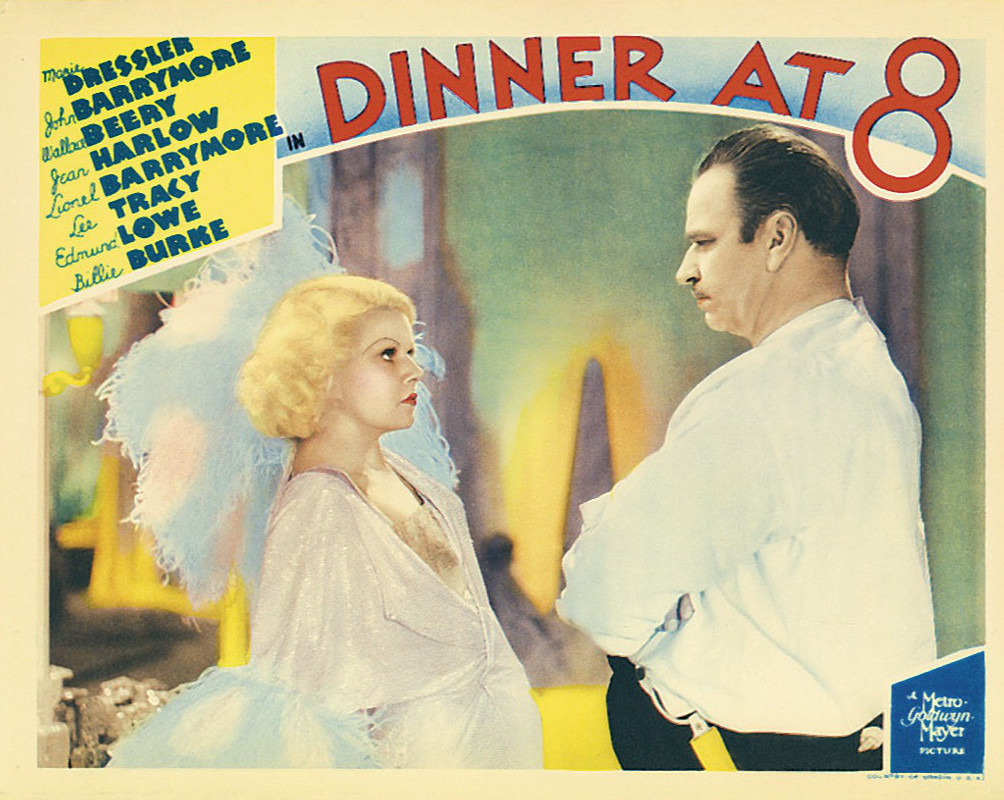
Jean Harlow et Wallace Beery Les Invités de huit heures (1933).

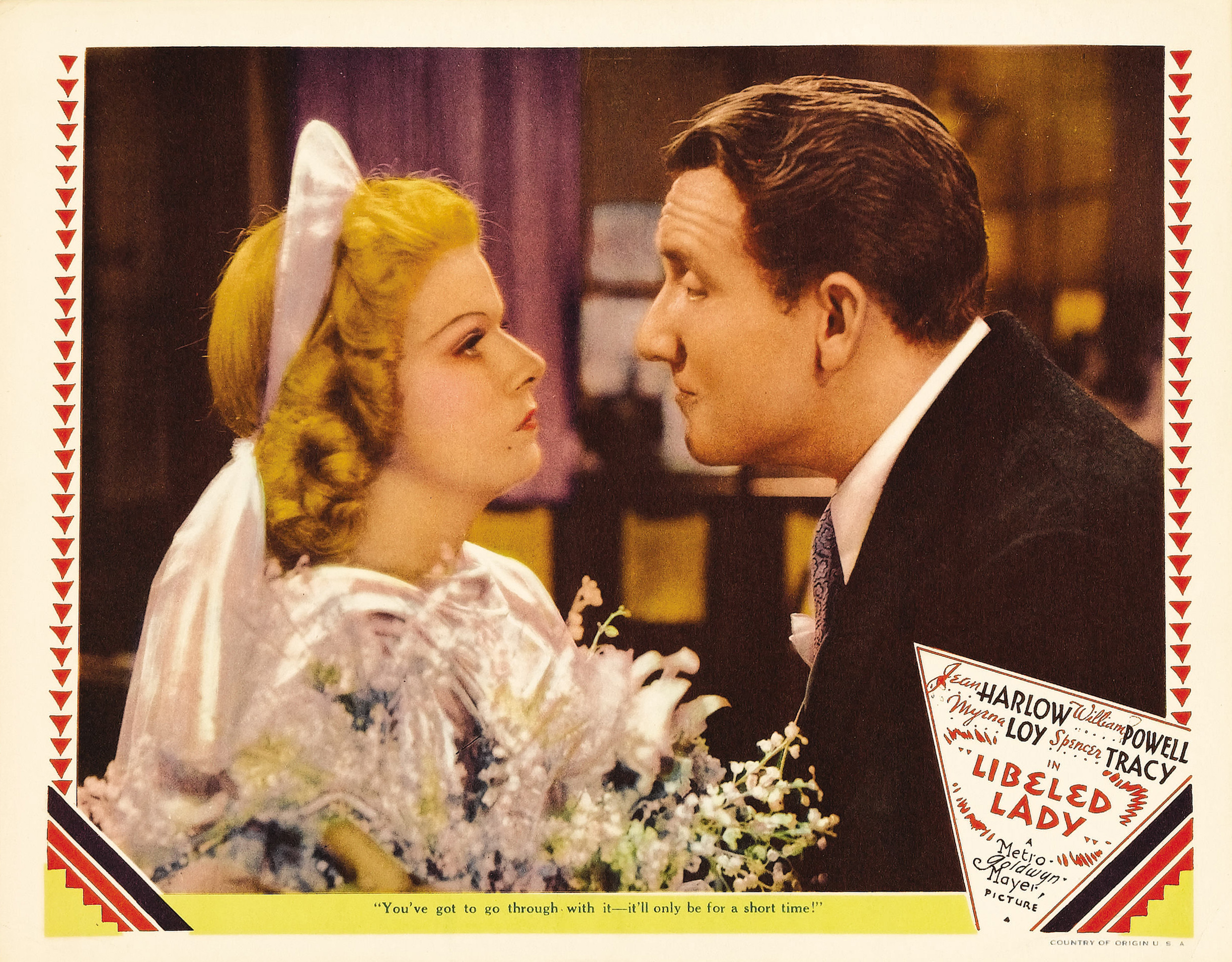
Jean Harlow et Spencer Tracy dans Une fine mouche (1936).

- 1928 : Moran of the Marines de Frank R. Strayer : figuration (non créditée)
- 1928 : Chasing Husbands de James Parrott (CM) : Bathing Beauty (non créditée)
- 1929 : Vive la liberté (Liberty) de Leo McCarey (CM) : femme dans un taxi[43] avec Laurel et Hardy
- 1929 : Fugitives (en) de William Beaudine (CM) : figuration (non créditée)
- 1929 : Why Be Good? de William A. Seiter : figuration (non créditée)
- 1929 : Why Is a Plumber? de Leo McCarey (CM)
- 1929 : Harmonie (Close Harmony) de John Cromwell et A. Edward Sutherland : (non créditée)
- 1929 : The Unkissed Man de Leo McCarey (CM) : (non créditée)
- 1929 : Son Altesse Royale (Double Whoopee) de Lewis R. Foster (CM) : la blonde huppée avec Laurel et Hardy
- 1929 : Thundering Toupees de Robert F. McGowan (CM)
- 1929 : Une saisie mouvementée (Bacon Grabbers) de Lewis R. Foster (CM) : Mrs Kennedy avec Laurel et Hardy
- 1929 : La Cadette (The Saturday Night Kid) de A. Edward Sutherland : Hazel (non créditée)
- 1929 : Parade d'amour (Love parade) d'Ernst Lubitsch : femme dans une loge à l'opéra (non créditée)
- 1929 : This Thing Called Love de Paul L. Stein : figuration (non créditée)
- 1929 : Weak But Willing de William Watson (CM) : (non créditée)
- 1929 : Les Nuits de New York (New York Nights) de Lewis Milestone : une invitée à la fête (non créditée)
- 1930 : Les Anges de l'enfer (Hell's Angels) d'Howard Hughes : Helen[44]
- 1931 : Les Lumières de la ville (City Lights) de Charles Chaplin : une invitée à la fête (non créditée)
- 1931 : Tribunal secret (The Secret Six) de George W. Hill : Anne Courtland
- 1931 : L'Ennemi public (The Public Enemy) de William Wellman : Gwen Allen
- 1931 : L'Homme de fer (Iron Man) de Tod Browning : Rose Mason
- 1931 : Goldie de Benjamin Stoloff : Goldie
- 1931 : La Blonde platine (Platinum Blonde) de Frank Capra : Ann Schuyler
- 1931 : Les Deux Légionnaires (Beau Hunks) de James W. Horne : Jeanie-Weenie, apparition sur une photographie
- 1932 : Three Wise Girls de William Beaudine : Cassie Barnes
- 1932 : La Bête de la cité (The Beast of the City) de Charles Brabin : Daisy Stevens / Mildred Beaumont
- 1932 : Scarface de Howard Hawks et Richard Rosson : la blonde au Paradise Club (apparition non créditée)
- 1932 : La Femme aux cheveux rouges (Red-Headed Woman) de Jack Conway : Lillian 'Lil' / 'Red' Andrews Legendre
- 1932 : La Belle de Saïgon (Red Dust) de Victor Fleming : Vantine
- 1933 : Dans tes bras (Hold Your Man) de Sam Wood : Ruby Adams
- 1933 : Les Invités de huit heures (Dinner at Eight) de George Cukor : Kitty Packard
- 1933 : Mademoiselle volcan (Bombshell) de Victor Fleming : Lola Burns
- 1934 : La Belle du Missouri (The Girl from Missouri) de Jack Conway : Eadie
- 1935 : Imprudente Jeunesse (Reckless) de Victor Fleming : Mona Leslie
- 1935 : La Malle de Singapour (China Seas) de Tay Garnett : China Doll
- 1936 : La Loi du plus fort (Riffraff) de J. Walter Ruben : Hattie
- 1936 : Sa femme et sa secrétaire (Wife versus Secretary) de Clarence Brown : Whitey
- 1936 : Suzy de George Fitzmaurice : Suzy
- 1936 : Une fine mouche (Libeled Lady) de Jack Conway : Gladys
- 1937 : Valet de cœur (Personal Property) de W. S. Van Dyke : Crystal Wetherby
- 1937 : Saratoga de Jack Conway : Carol Clayton